# Yátova
Yátova, en castillan et officiellement (Iàtova en valencien), est une commune d'Espagne de la province de Valence dans la Communauté valencienne. Elle est située dans la comarque de la Hoya de Buñol et dans la zone à prédominance linguistique castillane.

## Géographie

Localisation de Yátova
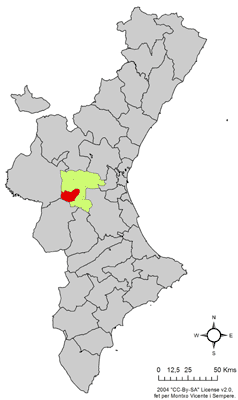
dans la Communauté valencienne.
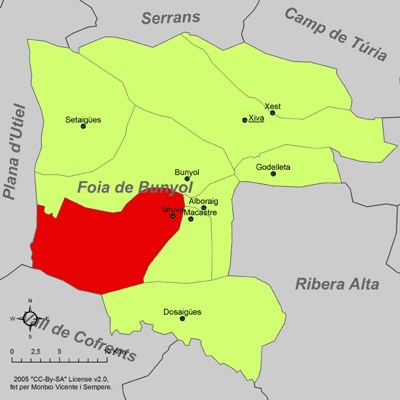
dans la comarque de la Hoya de Buñol.

Le barrage de Forata, sur la rivière Magro, se trouve sur le territoire de la commune.

### Localités limitrophes
Le territoire communal de Yátova est voisin de celui des communes suivantes :
Alborache, Buñol, Cortes de Pallás, Dos Aguas, Macastre et Requena toutes situées dans la province de Valence.

## Démographie
| 1900  | 1910  | 1920  | 1930  | 1940  | 1950  | 1960  | 1970  | 1981  | 1991  | 2000  | 2005  | 2006  | 2007  | 2008  | [2009] |  |
| ----- | ----- | ----- | ----- | ----- | ----- | ----- | ----- | ----- | ----- | ----- | ----- | ----- | ----- | ----- | ------ |  |
| 2.173 | 2.347 | 2.478 | 2.046 | 2.164 | 2.296 | 2.174 | 1.991 | 2.005 | 1.997 | 1.978 | 1.999 | 2.083 | 2.123 | 2.166 | 2.199  |  |

## Administration
Liste des maires, depuis les premières élections démocratiques.
| Législature | Nom du Maire         | Parti politique |
| ----------- | -------------------- | --------------- |
| 1979-1983   | Silvino Perelló      | PSOE            |
| 1983-1987   | Silvino Perelló      | PSOE            |
| 1987-1991   | Silvino Perelló      | PSOE            |
| 1991-1995   | Manolo Pérez         | PP              |
| 1995-1999   | Pablo Guerrero       | PSOE            |
| 1999-2003   | Rafael PP / Olga EU  | PP/EUPV         |
| 2003-2007   | Rafael Lisarde Cifre | PP              |
| 2007-2011   | Rafael Lisarde Cifre | PP              |

### Sources
- (es) Cet article est partiellement ou en totalité issu de l’article de Wikipédia en espagnol intitulé « Yátova » (voir la liste des auteurs).